# Erich Donnert
Erich Wilhelm Donnert (* 18. Juni 1928 in Altrohlau, Tschechoslowakei; † 24. November 2016 in Halle (Saale)) war ein deutscher Historiker und Slawist.

## Leben
Nach Reichsarbeitsdienst und Kriegsdienst als Luftwaffenhelfer und Wehrmachtssoldat von 1944 bis 1945, der Vertreibung aus der Tschechoslowakei 1946 und Hilfsarbeitertätigkeiten studierte Erich Donnert von 1949 bis 1953 Geisteswissenschaften an der Universität Halle-Wittenberg. Dort wurde er 1955 mit der Dissertation Untersuchungen zur Beurteilung der Slaven in der schriftlichen Überlieferung des deutschen Frühmittelalters vom 7. bis zum beginnenden 11. Jahrhundert zum Dr. phil. für Slawistik promoviert.
1957 begann Erich Donnert seine Lehrtätigkeit als Dozent für Geschichte Osteuropas an der Universität Jena, wo er sich 1961 mit der Arbeit Der Livländische Krieg und die baltische Frage in der europäischen Politik 1558–1583 habilitierte. Die Geschichte Osteuropas blieb sein Lehrgebiet bis 1964 in Jena und von 1964 bis 1967 an der Universität Leipzig. 1967 kehrte er mit Annahme des Rufes für das Fach Allgemeine Geschichte an die Universität Halle-Wittenberg zurück. 1993 wurde er dort emeritiert.
Nach seiner Emeritierung blieb Erich Donnert weiter als Historiker sehr aktiv und veröffentlichte zahlreiche Bücher insbesondere zur russischen Geschichte.

## Schriften

### Als Autor
- Das Moskauer Rußland. Kultur und Geistesleben im 15. und 16. Jahrhundert (= Kulturhistorische Reihe). Koehler & Amelang, Leipzig 1976.
- Russland im Zeitalter der Aufklärung. Eine Kulturgeschichte. Edition Leipzig, Leipzig 1983.
- Das Kiewer Russland. Kultur und Geistesleben vom 9. bis zum beginnenden 13. Jahrhundert. Urania-Verlag, Leipzig 1983.
- Peter der Große. Der Veränderer Russlands. Muster-Schmidt, Göttingen 1987, ISBN 3-7881-0129-6.
- Kurland im Ideenbereich der Französischen Revolution. Politische Bewegungen und gesellschaftliche Erneuerungsversuche 1789–1795. Peter Lang, Frankfurt am Main 1992, ISBN 3-631-43377-8.
- Katharina II., die Große (1729–1796). Kaiserin des russischen Reiches. Pustet Regensburg 1998, ISBN 3-7917-1576-3 (und weitere Ausgaben).
- Sankt Petersburg. Eine Kulturgeschichte. Böhlau, Köln 2002, ISBN 3-412-03502-5.
- Die Universität Dorpat-Jur'ev 1802–1918. Ein Beitrag zur Geschichte des Hochschulwesens in den Ostseeprovinzen des Russischen Reiches. Peter Lang, Frankfurt am Main 2007, ISBN 978-3-631-56477-6.
- Agrarfrage und Aufklärung in Lettland und Estland. Livland, Estland und Kurland im 18. und beginnenden 19. Jahrhundert. Peter Lang, Frankfurt am Main 2008, ISBN 978-3-631-57021-0.

### Als Herausgeber
- mit Edgar Hösch: Altrussisches Kulturlexikon. VEB Bibliographisches Institut, Leipzig 1985 (und weitere Ausgaben).
- mit Günter Mühlpfordt: Baltische Geschichte. Esten, Letten und Litauer unter fremden Mächten. Von der Frühzeit bis zu Beginn der nationalen Befreiungsbewegung. Mitteldeutscher Verlag, Halle 2016, ISBN 978-3-95462-688-5.